# Lubnița
Lubnița este un sat ce face parte din municipalitatea Zaicear, Serbia. Conform unui recensământ din 2002, în sat își duc traiul 1052 de oameni. Conform unor evaluări românești din 1941, satul era locuit numai sau în majoritate de români. Numele satului poate proveni de la regionalismul românesc lubeniță, care înseamnă "pepene verde".